# Yoroi-dōshi
Yoroi-dōshi (jap. 鎧通し, wörtlich: „durch die Rüstung“) ist ein japanisches einschneidiges Messer.

## Beschreibung
Der Yoroi-dōshi ist eine Art Panzerstecher. Er ist dazu konzipiert, im Nahkampf Rüstungen zu durchstechen.
Yoroi-dōshi bilden keine eigene Waffengattung, sondern sind nur besonders kräftige Tantō. Es gibt Exemplare mit über 10 mm Klingenstärke. Die Länge beträgt etwa zwischen 22 cm bis 29 cm.
Er kam z. B. im Zweikampf oder in der Schlacht zum Einsatz, wenn der Samurai seinen Gegner zu Boden gebracht hatte, um damit dann durch die Schwachstellen der Rüstung zu stechen.